# YZ Волка
YZ Волка (лат. YZ Lupi) — одиночная переменная звезда в созвездии Волка на расстоянии (вычисленном из значения параллакса) приблизительно 5959 световых лет (около 1827 парсека) от Солнца. Видимая звёздная величина звезды — от менее +16,5m до +12m.

## Характеристики
YZ Волка — красная пульсирующая переменная звезда, мирида (M) спектрального класса M. Эффективная температура — около 3298 K.